# رسالة شكر

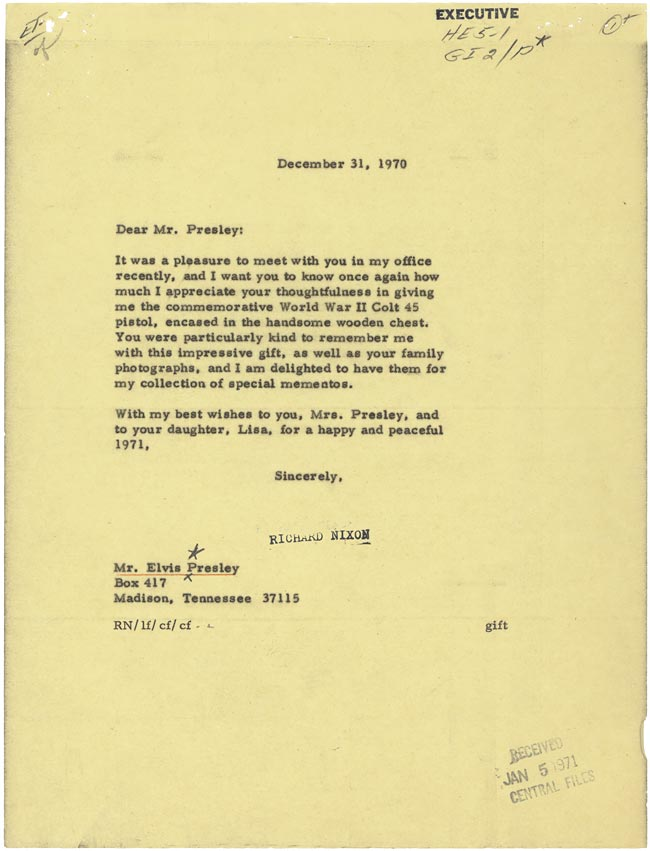
رسالة شكر من ريتشارد نيكسون إلى إلفيس بريسلي

رسالة الشكر أو خطاب الشكر (بالإنجليزية: Letter of thanks)‏ هي رسالة مكتوبة يتم استخدامها عندما يرغب شخص أو طرف في التعبير عن تقديره لشخص آخر. أحيانًا تكون رسائل الشكر الشخصية مكتوبة بخط اليد في الحالات التي يكون فيها المرسل إليه صديقًا أو أحد المعارف أو الأقارب. يُشار أحيانًا إلى رسائل الشكر على أنها رسائل امتنان (بالإنجليزية: letters of gratitude)‏. عادة ما تتم كتابة هذه الأنواع من رسائل الشكر كرسائل عمل رسمية.
تشير بعض الأبحاث النفسية إلى أن التعبير عن الامتنان من خلال كتابة مثل هذه الرسائل يمكن أن يكون له فوائد عاطفية، ولكن هذا لا ينطبق على جميع الظروف. غطت وسائل الإعلام الإخبارية تقليد رسائل الشكر المكتوبة بخط اليد من منظور ثقافي، مما يشير على وجه الخصوص إلى أن الجهد الإضافي الذي تمثله الكتابة اليدوية (على عكس الرسائل النصية، على سبيل المثال) يجعل هذه الرسائل أكثر أهمية عاطفيًا للمرسل والمتلقي على حد سواء.